# خاویر آمائچی
خاویر آمائچی (انگلیسی: Xavier Amaechi؛ زادهٔ ۵ ژانویهٔ ۲۰۰۱) بازیکن فوتبال اهل بریتانیا است.
از باشگاه‌هایی که در آن بازی کرده است می‌توان به باشگاه فوتبال هامبورگ اشاره کرد.
وی همچنین در تیم ملی فوتبال زیر ۱۶ سال انگلیس، تیم زیر ۱۷ سال انگلستان، تیم زیر ۱۹ سال انگلستان، و تیم ملی فوتبال زیر ۲۰ سال انگلستان بازی کرده است.